# Gladius

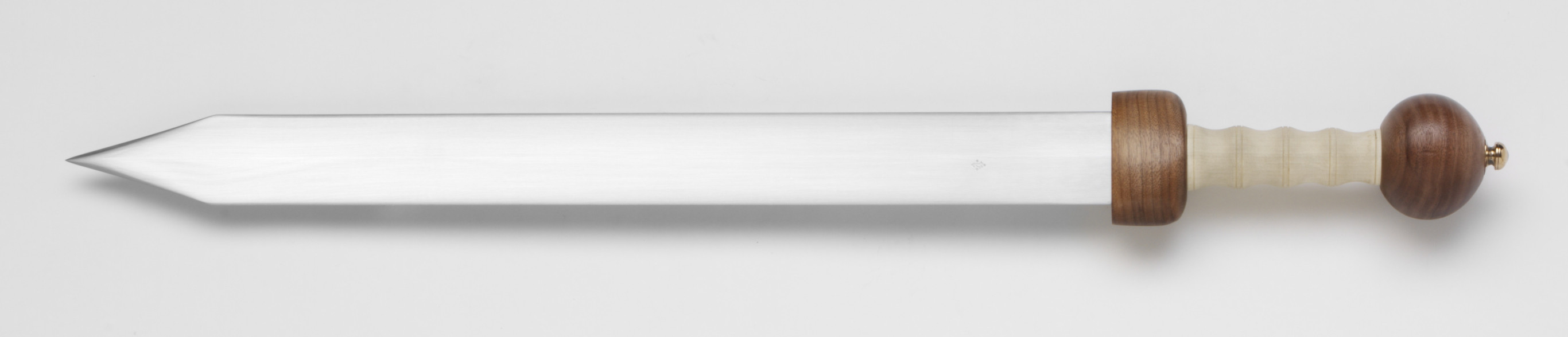
Gladius

Gladius (łac., l. mn. gladii – miecz) – krótki miecz rzymskich legionistów, przeznaczony zarówno do cięcia, jak i kłucia.
Miał obosieczną żelazną głownię z ością poprowadzoną przez środek i ostro zarysowanym sztychem. Początkowo głownia lekko rozszerzała się w kierunku sztychu (podobnie jak w greckim xiphos), późniejsze egzemplarze mają głownie równoległe, z ością po obu stronach. Mało wydatny, pudełkowaty, owalny jelec; rękojeść wieloboczna z kilkoma wcięciami dającymi lepszy chwyt; głowica na ogół kulista i spłaszczona. Elementy te, wykonywane zazwyczaj z twardego drewna lub kości, uzupełniane były nierzadko metalowymi okuciami dla ozdoby. Jelec, trzon rękojeści i głowicę montowano na trzonie głowni.
Typowy gladius miał głownię długą na około 50 cm i około 7 cm szeroką. Zachowane egzemplarze mają od 56 do 76 cm długości, z czego na głownię przypada od 35 do 65 cm; przykładowy miecz z kolekcji w Leeds jest długi na 63 cm, z czego 49 cm przypada na szeroką na 4,3 cm głownię; egzemplarz ten waży około 450 gramów. Jedyny znany gladius z okresu Republiki pochodzi z Delos – datowany na 69 rok p.n.e., ma całkowitą długość 60 cm (z rękojeścią) i ostrzem szerokości 5,7 cm. Późniejsze miecze, z I wieku n.e., odnalezione w Moguncji, mają głownie długości 40–55 cm; ich cechą charakterystyczną jest bardzo długi sztych, który ułatwiał cięcie (broń taka szczególnie nadawała się do walki w ciasnym zwarciu).
Gladius był noszony przez zwykłych legionistów po prawej stronie (oficerowie nosili po lewej) w pochwie z drewna obciągniętego skórą, okutej metalem (brązem, w wersji luksusowej – srebrem), na rapciach u pasa. Pod koniec I wieku p.n.e. upowszechnił się zwyczaj noszenia dwóch pasów, osobno dla miecza i puginału (pugio).
Broń ta stanowiła wyposażenie legionistów rzymskich od III wieku p.n.e.; podczas bitew II wojny punickiej ciężkie falcaty iberyjskich najemników w armii kartagińskiej okazały się dużo skuteczniejsze od rzymskich mieczy typu antenowego. Scypion Afrykański Starszy przezbroił swoją armię w miecze „hiszpańskiego wzoru” (gladius hispanensis), czyli właśnie szerokie, obosieczne gladiusy oraz zadbał o przejęcie technologii wytwarzania wysokogatunkowej stali do ich produkcji. Istnieją jednak zapisy o użyciu tego typu mieczy jeszcze przed II wojną punicką – być może proces zapożyczania rozpoczął się w czasie I wojny punickiej, a opisana wyżej adopcja „hiszpańskich mieczy” miała charakter dopracowywania broni i jej użycia w późniejszym okresie.
Była to broń bardzo groźna, przeznaczona  zarówno do kłucia, jak i cięcia, a raczej „rąbania”. Wymagała doskonałego wyszkolenia żołnierzy – w 246 roku p.n.e. armia rzymska wprowadziła standardowy trening, do którego używano drewnianej broni ćwiczebnej, tarcz i manekinów. Legioniści byli pierwszymi żołnierzami, dla których miecz (a nie na przykład włócznia) był bronią podstawową. Najbardziej typową techniką było sparowanie ciosu wroga tarczą, a następnie pchnięcie od dołu w brzuch, uda lub twarz przeciwnika. Pierś nie była dobrym celem, bo często chroniła ją zbroja. Według R. A. Gabriela gladius był najbardziej morderczą bronią przed wynalezieniem broni palnej; przyrównuje on grecką falangę do najeżonej poduszki na igły – zaś armię legionową uzbrojoną w gladiusy – do piły tarczowej.
Gladius, będąc krótką bronią, miał stosunkowo niewielki zasięg i dlatego niezbyt nadawał się do użycia z konia. Rzymska kawaleria preferowała dłuższy miecz, zwany spatha, który od II wieku n.e. zaczął także upowszechniać się wśród piechurów, wypierając gladiusy.